# Bearne

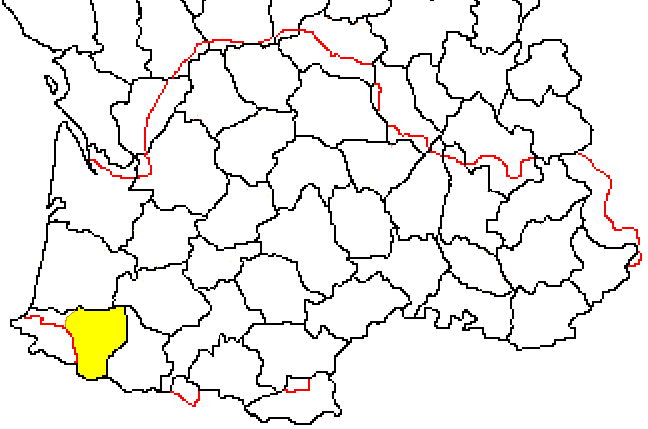
Localização de Bearne (a linha vermelha indica a área de domínio linguístico occitano)

Bandeira de Bearne

Bearne (em francês Béarn, em língua bearnesa Bearn [beˈar] ou Biarn ['bjar]) é uma antiga província francesa situada no sopé dos Pirenéus. Forma com a Baixa Navarra, Laburde e Sola (que compõem o País Basco francês) o departamento dos Pirenéus-Atlânticos (n.º 64 em França), do qual ocupa 60% do território. Tem cerca de 350 000 habitantes e a sua capital é a cidade de Pau.